# وان لونغ
وان لونغ (بالصينية: 万隆) هو رجل أعمال صيني، ولد في عام 1940.